# Romain-Joseph de Brigode
Pour les autres membres de la famille, voir Famille de Brigode.
Pour les articles homonymes, voir Brigode.
Romain-Joseph de Brigode, né le 27 février 1775 à Lille (Flandre française) et décédé le 5 août 1854 à Enghien (Seine-et-Oise), est un homme politique français.

## Biographie
Romain-Joseph de Brigode naît le 27 février 1775 à Lille, baptisé le 28, deuxième des trois fils de Pierre Jacques Joseph de Brigode (1724-1781) , écuyer, seigneur de Kemlandt, conseiller secrétaire du roi, Maison et couronne de France en la chancellerie près le Parlement de Flandres, échevin de Lille, bourgeois de Lille, et de Marie Catherine Recq.
Son frère ainé, Pierre de Brigode, est président du conseil-général du nord et maire de Camphin-en-Pévèle. Son frère cadet Louis Marie Joseph de Brigode, maire de Lille, est également pair de France.

### Fonctions nationales
Il entre comme auditeur au Conseil d'État en 1803, et est élu par le Sénat conservateur le 27 septembre 1805 (5 vendémiaire an XIV) député du département du Nord au Corps législatif. Le décret qui fixe dorénavant à 40 ans l'âge de l'éligibilité le fait sortir de cette chambre parlementaire en 1810.
Lors de la Seconde restauration, il est élu par le département du Nord le 22 août 1815 à la Chambre des députés. Il y est réélu le 4 octobre 1816 et le 26 octobre 1818. Il siège à gauche, vote contre les lois d'exception et contre la nouvelle loi électorale, pour la liberté de la presse (1817), pour la loi militaire Gouvion-Saint-Cyr (1818), contre le monopole des tabacs, contre la censure, pour les indemnités réclamés par les départements qui avaient été occupés par les troupes étrangères, etc.
Non réélu en 1820, il n'obtient le renouvellement de son mandat législatif que le 28 août 1828, en remplacement de Ravez, lequel, nommé également dans le Nord opte pour la Gironde.
Il est ensuite réélu régulièrement jusqu'en 1837. En effet, il est nommé le 3 octobre 1837 Pair de France, et siège donc dorénavant à la Chambre des pairs.
La révolution de 1848 le rend à la vie privée.

### Fonctions locales

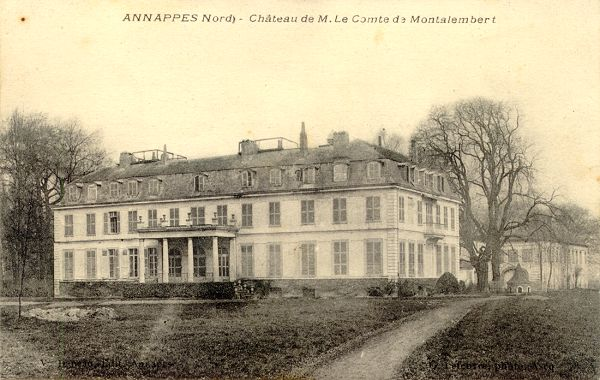
Château de Brigode à Annappes.

Il est également maire d'Annappes de 1814 à 1848, où il est le propriétaire du château de Brigode.
Il y fait aménager un parc à l'anglaise, le parc de Brigode. En 1854, il fonde l'hospice Gabrielle à Annappes, aujourd'hui appelé Villa Gabrielle.
Son domaine se transmet par adoption à la famille de Montalembert.
Il meurt à Enghien (Seine-et-Oise) le 5 août 1854 à 79 ans.

### Distinctions
- Créé baron d'empire par Napoléon Ier le 2 janvier 1814, puis baron héréditaire le 4 juin 1830 par Charles X[1].

- Officier de la Légion d'honneur par décret du 22 avril 1831[4].

### Mariage et descendance
Il épouse le 13 juin 1820 Célestine Louise Henriette de Faÿ de La Tour-Maubourg (Vianen, Pays-Bas, 10 février 1799 - château d'Anappes, 16 juillet 1893), fille de Just Charles César de Faÿ de La Tour-Maubourg et d'Anastasie de La Fayette. Décédée à 94 ans, elle est la petite-fille de La Fayette. Dont quatre enfants morts sans descendance :
- Marie-Désirée-Louise-Georgine de Brigode (Annappes, 25 août 1821 - Paris, 7 février 1839) ;
- Marie-Gabrielle-Charlotte-Louise de Brigode (Annappes, 29 juin 1823 - Rome, 12 février 1856) ;
- Noémie Louise Emilie Catherine de Brigode (Annappes, 7 février 1827 - Anappes, 26 août 1906), morte à 79 ans, mariée à Paris dans la chapelle du Luxembourg, le 27 juin 1847 avec Humbert de Clercy (Derchigny, 19 février 1820 - Paris 7e, 2 mai 1870), fils d'Eugène de Clercy et Marie Aimée Clémentine de Caumont. Il est enterré à Annappes[1]. Elle adopta une nièce de son époux, Marie-Thérèse de Maurès de Malartic, épouse de Geoffroy de Montalembert.
- François Adrien Maurice Louis Romain de Brigode (Annappes, 9 mai 1829 - Bruxelles, 16 février 1860), marié à Bruxelles le 5 décembre 1853 avec Ghislaine-Georgine Vilain XIIII (Naples, 2 juin 1833 - Paris 7e, 12 juillet 1924), fille de Charles Guislain Guillaume Vilain XIIII, député belge, ministre des affaires étrangères, de Pauline baronne[1] de Billehé[5].